# Андроново (Рыбинский район)
В Ярославской области есть ещё одна деревня Андроново, в Даниловском районе. В Ярославском районе есть село со схожим названием Андроники.
Андро́ново — деревня в Макаровском сельском округе Судоверфского сельского поселения Рыбинского района Ярославской области.
Деревня расположена в окружении лесов между автомобильной дорогой Рыбинск—Глебово и станцией Просвет железной дороги Рыбинск—Сонково. К северу от Андроново находится деревня Глушицы, в которой начинается короткая дорога связывающая, через Андроново и Гришкино, дорогу Рыбинск—Глебово с железнодорожной станцией. Через Глушицы следуют рейсовые автобусы из Рыбинска на Глебово и Легково. Лесные пересыхающие ручьи в окрестностях деревни впадают в Фоминский ручей.
Село Андроново указано на плане Генерального межевания Рыбинского уезда 1792 года.
На 1 января 2007 года в деревне числилось 4 постоянных жителя. Почтовое отделение Харитоново обслуживает в деревне Андроново 20 домов. Улицы не именуются.